# Evesham Wonder
Evesham Wonder es una variedad cultivar de ciruelo (Prunus domestica), de las denominadas ciruelas europeas.
Una variedad de ciruela del grupo de las ciruelas de huevo (Prunus domestica ssp. intermedia). Desporte rojo de Pershore, que fue descubierto alrededor de 1913.
Las frutas de un tamaño mediano a grande, su piel de color rojo claro y rosa ciclamen o carmín, rara vez deja ver el tono verde amarillento del fondo, y su pulpa de sabor dulce, y buen paladar.

## Historia
'Evesham Wonder' variedad de ciruela cuyos orígenes es Desporte rojo de Pershore. Fue descubierto alrededor de 1913 cuando encontraron frutas de diferentes colores en un árbol de Yellow Egg en el "Valle de Evesham", e introducido en los circuitos comerciales por el vivero "Spires of Evesham".
'Evesham Wonder' está cultivada en diversos bancos de germoplasma de cultivos vivos, tales como en la Estación experimental Aula Dei de Zaragoza, y en el National Fruit Collection (Colección Nacional de Fruta) de Reino Unido con el número de accesión: 1927-040 y Nombre Accesión : Evesham Wonder.

## Características
'Evesham Wonder' árbol de porte extenso, moderadamente vigoroso, erguido, sus hojas de la planta leñosa son caducas, de color verde, forma elíptica, sin pelos presentes, tienen dientes finos en el margen. Las flores deben aclararse mucho para que los frutos alcancen un calibre más grueso. Tiene un tiempo de floración que comienza a partir del 15 de abril con el 10% de floración, para el 20 de abril tiene una floración completa (80%), y para el 30 de abril tiene un 90% de caída de pétalos.
'Evesham Wonder' tiene una talla de tamaño de mediano a grande, de forma ovoide, con una gran protuberancia en la zona media ventral y otra más pequeña en la inferior
dorsal por lo que el perfil del fruto es muy asimétrico, un lado generalmente algo más desarrollado, sutura muy perceptible, línea ancha y zigzagueante de color amarillo destacando netamente sobre la coloración más oscura del fruto, en ligera depresión en el tercio superior, en el resto completamente superficial, con peso promedio de 30.50 g;epidermis tiene una piel fuerte y ácida, con abundante pruina muy gruesa, color violáceo, abundante, pubescencia abundante en el polo pistilar y diseminada por el resto de la mitad inferior, siendo su piel de color rojo claro y rosa ciclamen o carmín, rara vez deja ver el tono verde amarillento del fondo, punteado abundante, pequeño, blanquecino con aureola carmín muy oscura, con la cavidad peduncular muy estrecha y poco profunda, casi nula, ligeramente rebajada en la sutura y sin rebajar en el lado opuesto, pedúnculo de longitud corto o mediano, grueso; pulpa de color ámbar, transparente, textura blanda, fundente, jugosa, y de un sabor dulce, muy bueno.
Hueso semi libre, adherente en zona ventral, tamaño medio, alargado con cuello muy pronunciado, surco dorsal con bordes muy dentados, los laterales bastante marcados, superficie arenosa, con una o más crestas en la zona pistilar naciendo del surco lateral.
Su tiempo de recogida de cosecha se inicia en su maduración de tercera decena de julio a primera decena de agosto.

## Cultivo
El árbol es bastante resistente y crece con fuerza, pero no es muy grande. La floración es medianamente temprana y autofértil.